# Meridiano

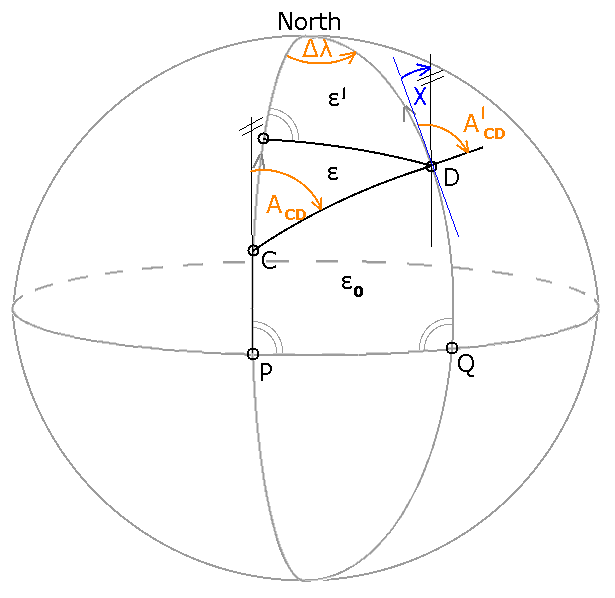
Convergencia de dos meridianos.

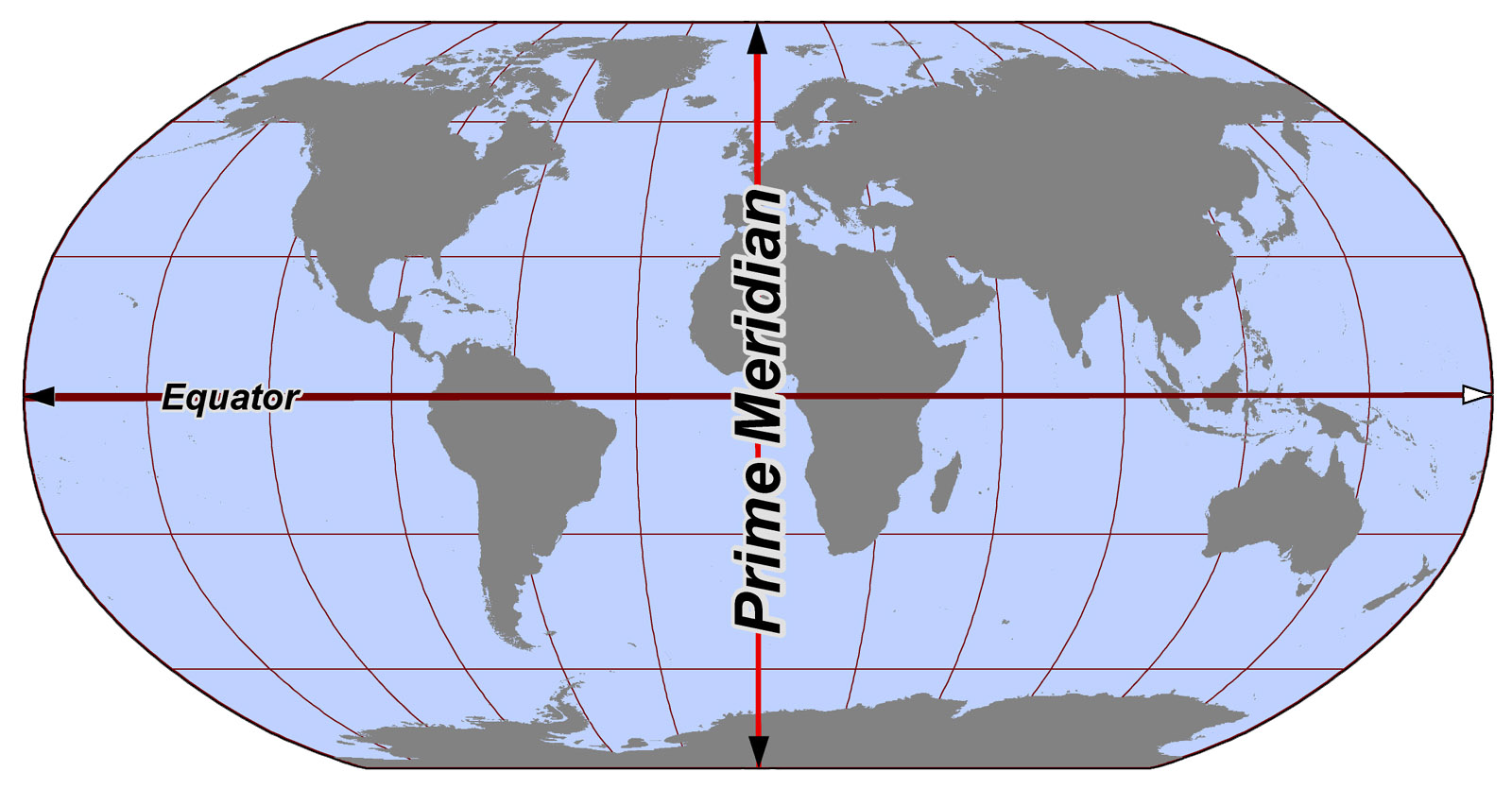
Los meridianos van desde el polo norte al sur.

Los meridianos son las semicircunferencias máximas imaginarias del globo terrestre que pasan por los polos norte y sur. Por extensión, son también las semicircunferencias máximas que pasan por los polos de cualquier esfera o esferoide de referencia. Son líneas imaginarias cuya utilidad principal es poder determinar la posición (longitud) de cualquier lugar de la Tierra respecto a un meridiano de referencia o meridiano 0, añadiendo la latitud, determinada por el paralelo que pasa por ese punto.
También sirven para calcular el huso horario. Todos los observadores situados sobre el mismo meridiano ven al mismo tiempo, en la mitad iluminada de la Tierra, el pasar del Sol por lo más alto de su curso, es decir, el mediodía.
En la cartografía, el meridiano cero o meridiano de referencia es el que pasa por el observatorio de Greenwich, en la zona este de la ciudad de Londres. En astronomía, el meridiano de referencia para las coordenadas ecuatoriales es el que pasa por el punto de Aries, mientras que el de referencia para las coordenadas horarias es el que pasa por el cenit y el nadir del lugar.
La posición de un punto a lo largo del meridiano está dada por esa longitud y su latitud, medida en grados angulares al norte o al sur del ecuador. Cada meridiano es perpendicular a todos los círculos de latitud. Los meridianos son la mitad de un gran círculo en la superficie de la Tierra. La longitud de un meridiano en un modelo elipsoide moderno de la tierra (WGS 84) se ha estimado en 20 003,93 km (12 429,9 millas).

## Etimología
El término meridiano proviene del latín meridies, que significa "mediodía"; el punto subsolar pasa por un meridiano dado al mediodía solar, a mitad de camino entre las horas de salida y puesta del sol en ese meridiano. Asimismo, el Sol cruza el meridiano celeste al mismo tiempo. La misma raíz latina da lugar a los términos  a. m. (ante meridien) y p. m. (post meridien) que se utilizan para eliminar la ambigüedad de las horas del día cuando se utiliza el  reloj de 12 horas.
El sol atraviesa un meridiano determinado a la mitad de camino entre el orto y el ocaso en dicho meridiano; en el meridiano opuesto o antimeridiano es medianoche.

## Meridiano cero

### Antes de Greenwich
Eratóstenes estableció el primer meridiano principal en el año 200 a. C. Este meridiano principal se usaba para medir la tierra, pero presentaba muchos problemas debido a la falta de medición de la latitud. Muchos años después, alrededor del siglo XIX, todavía existían preocupaciones sobre el meridiano principal. Múltiples ubicaciones para el meridiano geográfico significaban que había inconsistencia, porque cada país tenía sus propias pautas sobre dónde se ubicaba el meridiano principal.

### Conferencia Internacional del Meridiano
Debido a una economía internacional en crecimiento, había una demanda de un meridiano principal internacional establecido para facilitar los viajes por todo el mundo, lo que a su vez mejoraría el comercio internacional entre países. Como resultado, se llevó a cabo una Conferencia en 1884, en Washington D. C. Veintiséis países estuvieron presentes en la Conferencia Internacional del Meridiano para votar sobre un primer meridiano internacional. En última instancia, el resultado fue el siguiente: 
1. Habría un solo meridiano,
2. El meridiano debía cruzar y pasar en Greenwich (que era el 0 °),
3. Habría dos direcciones de longitud hasta 180 ° (el este es más y el oeste es menos),
4. habrá un día universal,
5. El día comienza a la media noche del meridiano inicial.[9]

“Había dos razones principales para esto. La primera fue que EE. UU. ya había elegido Greenwich como base para su propio sistema nacional de zonas horarias. La segunda fue que a fines del siglo XIX, el 72% del comercio mundial dependía de las cartas marítimas que usaban Greenwich como primer meridiano. La recomendación se basó en el argumento de que nombrar a Greenwich como Longitud 0º sería una ventaja para la mayor cantidad de personas”.

## Geografía
Hacia fines del siglo XII, había dos lugares principales que se reconocían como la ubicación geográfica del meridiano cero, Francia y Gran Bretaña. Estos dos lugares a menudo entraban en conflicto y se llegó a un acuerdo solo después de que se llevó a cabo una Conferencia Internacional del Meridiano, en la que Greenwich fue reconocido como el lugar 0°.
El meridiano a través de  Greenwich (dentro del parque de Greenwich), Inglaterra, llamado Primer Meridiano, se fijó en cero grados de longitud, mientras que otros meridianos se definieron por el ángulo en el centro de la tierra entre donde este y el primer meridiano cruzan el ecuador. Como hay 360 grados en un círculo, el meridiano en el lado opuesto de la tierra de Greenwich, el antimeridiano, forma la otra mitad de un círculo con el que pasa por Greenwich, y está a 180° de longitud cerca de la línea de fecha internacional (con masa terrestre y desviaciones insulares por razones de límites). Los meridianos desde el Oeste de Greenwich (0°) hasta el antimeridiano (180°) definen el Hemisferio occidental y los meridianos desde el Este de Greenwich (0°) hasta el antimeridiano (180°) definen el Hemisferio Oriental. La mayoría de los mapas muestran las líneas de longitud.
La posición del primer meridiano ha cambiado varias veces a lo largo de la historia, principalmente debido a que el observatorio de tránsito se construyó al lado del anterior (para mantener el servicio a la navegación). Tales cambios no tuvieron un efecto práctico significativo. Históricamente, el error promedio en la determinación de la longitud era mucho mayor que el cambio de posición. La adopción del Sistema Geodésico Mundial 84 (WGS84) como sistema de posicionamiento ha movido el primer meridiano geodésico 102,478 metros al este de su última posición astronómica (medida en Greenwich). La posición del meridiano principal geodésico actual no se identifica en absoluto mediante ningún tipo de señal o marca en Greenwich (como lo era la posición astronómica más antigua), pero se puede ubicar mediante un receptor GPS.

## Efecto del primer meridiano (hora de Greenwich)
Estaba en el mejor interés de las naciones acordar un meridiano estándar para beneficiar su economía y producción de rápido crecimiento. El sistema desorganizado que tenían antes no era suficiente para su creciente movilidad. Los servicios de autocares en Inglaterra tuvieron una sincronización errática antes del GWT. Estados Unidos y Canadá también estaban mejorando su sistema ferroviario y también necesitaban un tiempo estándar. Con un meridiano estándar, la diligencia y los trenes pudieron ser más eficientes. El argumento de qué meridiano es más científico se dejó de lado para encontrar el más conveniente por razones prácticas. También pudieron ponerse de acuerdo en que el día universal iba a ser el día solar medio. Acordaron que los días comenzarían a la medianoche y que el día universal no afectaría el uso de la hora local. Se presentó un informe a las "Transacciones de la Royal Society of Canada", con fecha del 10 de mayo de 1894; sobre la "Unificación de los Días Astronómico, Civil y Náutico"; que declaró que:
- Día civil - comienza a la medianoche y termina a la medianoche siguiente,
- Día astronómico - comienza al mediodía del día civil y continúa hasta el mediodía siguiente, y
- Día náutico - concluye al mediodía del día civil, comenzando al mediodía anterior.[15]

## Meridiano del lugar

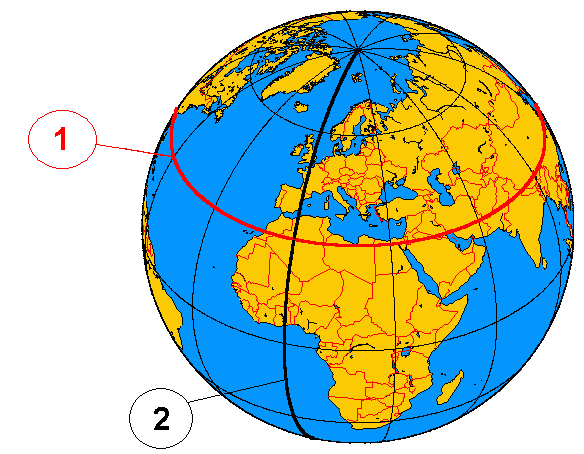
1. Paralelo (Círculo de latitud); 2. Meridiano origen de referencia.

Por acuerdo tomado en una conferencia internacional celebrada en 1884 en Washington y auspiciada por el entonces presidente de los Estados Unidos, Chester A. Arthur, a la que asistieron delegados de 25 países, el "meridiano de referencia", a partir del cual se miden las longitudes, es decir, el que se considera el "meridiano 0°", es el meridiano de Greenwich, llamado así porque pasa por el antiguo observatorio astronómico de Greenwich (que, en esa época, era un suburbio de Londres). La elección se hizo no solo porque Londres fuera la capital del imperio más importante de la época, sino porque el meridiano 180, que determina el cambio de día, está en una zona muy poco habitada.
El meridiano del lugar, también llamado meridiano local o simplemente meridiano, es aquel meridiano que pasa por el punto en el que se sitúa el observador. 
A partir del meridiano de Greenwich se establecieron los husos horarios. A partir del grado 0 y hacia el este aumentará la hora, y hacia el oeste, disminuirá la hora. El meridiano de Greenwich sirve además para conocer la longitud de un punto cualquiera sobre la superficie terrestre, es decir, la distancia que existe entre un punto cualquiera y el meridiano de Greenwich. De esta manera se tiene longitud este si se mueve hacia la derecha y longitud oeste si se desplaza hacia la izquierda.

## Fijación de las horas
El meridiano se utiliza para fijar la hora. La hora solar es diferente para cada meridiano. Esto se debe a la rotación de la Tierra. En el momento en que un obrero de Madrid se prepara para la comida del mediodía, el de Moscú ya ha comenzado el trabajo de la tarde, y el de Pekín ha terminado su jornada laboral. Al mismo tiempo, en Nueva York comienza la gran afluencia matutina hacia las oficinas y las fábricas, mientras que en San Francisco la gente aún está durmiendo.
Se tomó al meridiano de Greenwich como lugar para la hora de referencia y al antimeridiano como lugar de cambio de día. De esta manera, los husos horarios ubicados al oeste y al revés, los del este, tendrán una hora más por cada huso horario.

## Meridiano magnético
El meridiano magnético es una línea imaginaria equivalente que une el Polo magnético sur y el Polo magnético norte, y puede tomarse como la componente horizontal de las líneas de fuerza magnética a lo largo de la superficie de la Tierra. Por tanto, una aguja de brújula estará paralela al meridiano magnético. Sin embargo, una aguja de brújula no estará fija en el meridiano magnético, debido a que la longitud de este a oeste es completamente geodésica. El ángulo entre el meridiano magnético y el verdadero es la declinación magnética, que es relevante para la navegación con brújula. Los navegantes podían utilizar el acimut (el ángulo horizontal o la dirección de un rumbo de la brújula) del Sol naciente y poniente para medir la variación magnética (diferencia entre el norte magnético y el verdadero).